# Парфенєвський район
Парфенєвський район (рос. Парфеньевский район) — адміністративно-територіальна одиниця (район) та муніципальне утворення (муніципальний район) у центрі Костромської області Росії.
Адміністративний центр — село Парфенєво.

## Історія
Парфенєвський район утворений 1928 року у складі Костромської губернії. 14 січня 1929 включений до складу Костромського округу Івановської Промислової області. 31 березня 1936 року передано до складу новоствореної Ярославської області. З 13 серпня 1944 року - у складі Костромської області.
12 жовтня 1959 року до Парфенєвського району було приєднано частину території скасованого Антропівського району

## Населення
| 2002  | 2008  | 2009  | 2010  | 2011  | 2012  | 2013  |
| ----- | ----- | ----- | ----- | ----- | ----- | ----- |
| 7857  | ↘7566 | ↘7166 | ↘6391 | ↘6353 | ↘6242 | ↘6139 |
| 2014  | 2015  | 2016  | 2017  | 2018  | 2019  | 2020  |
| ↘6032 | ↘5913 | ↘5777 | ↘5640 | ↘5491 | ↘5379 | ↘5254 |